# ديفيد الكسندر غوردون
ديفيد الكسندر غوردون هو سياسي كندي، ولد في 18 يناير 1858 في كندا، وتوفي في 9 مارس 1919. حزبياً، نشط في الحزب الليبرالي الكندي. وقد انتخب عضو مجلس العموم الكندي.